# 澤伊廷-科什山
44°37′2″N 34°16′49″E / 44.61722°N 34.28028°E

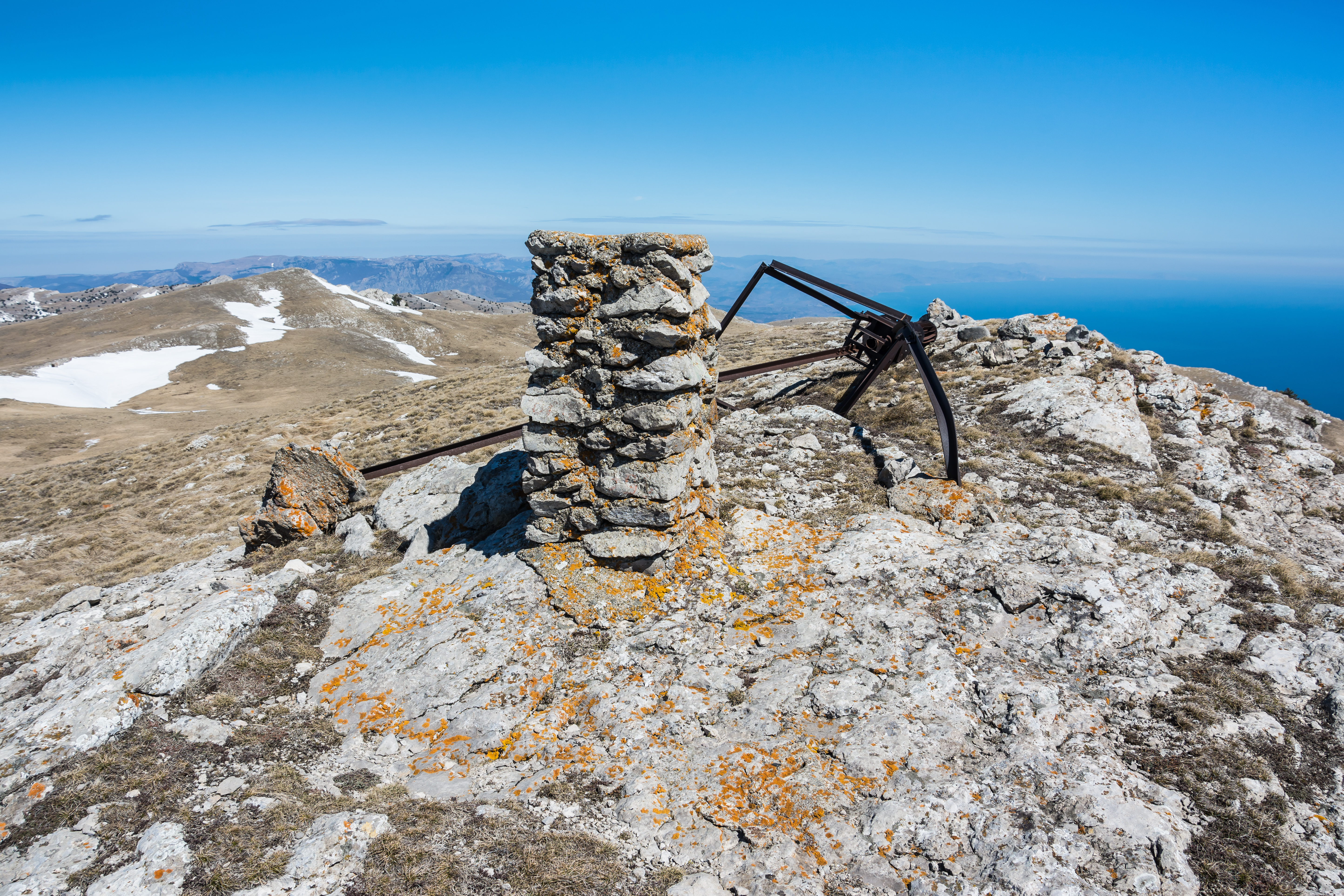

澤伊廷-科什山（烏克蘭語：Зейтін-Кош）是烏克蘭的山峰，位於克里米亞共和國，屬於克里米亞山脈的一部分，該山峰海拔高度1,534米，是克里米亞的第三高峰。